# 웰랜드 운하

웰랜드 운하(- 運河, 영어: Welland Canal)는 나이아가라 폭포를 피해 온타리오호 포트콜본과 이리호 포트웰러(Port Weller)를 연결하는 운하이다. 1972년까지 웰랜드 도심지를 지났으나 그해 말에 시 동쪽 외곽으로 옮겼다. 총 길이는 42킬로미터(27.0마일)이다. 매년 약 4천만 톤의 화물을 웰랜드 운하를 통해 수송하고 있다. 웰랜드 운하는 디트로이트, 미시간주, 클리블랜드, 오하이오주 등의 미국의 중공업 지역과 온타리오 지역을 몬트리올 항구로 연결해 주었고, 이는 몬트리올 시의 성장에 큰 도움이 되었다.

## 역사
최초의 운하 건설은 윌리엄 메리트(William Hamilton Merritt)가 1824년부터 1829년까지 온타리오호아 웰랜드 강 사이에 건설한 것으로, 이리호까지의 연장구간이 1833년에 완성되었다. 그러나 부실공사로 인하여 몇 차례 붕괴하게 된다. 결국 운하를 관리하던 회사는 1837년, 경영위기를 맞아 1839년에 어퍼캐나다 정부가 회사를 인수하게 된다.
현재 웰랜드 운하는 4회의 건설과정을 거친 것으로, 1913년부터 1932년에 걸쳐 만들어진 것이다. 1967년부터 1973년까지 배의 운항 속도를 높이기 위하여, 기존의 운하를 건너는 도로교통량의 경감을 위해 웰랜드의 동쪽에 운하가 건설되었다. 이 운하는 웰랜드 우회로(웰랜드 바이패스)로 불린다. 5번째 운하 건설 계획이 나왔으나, 건설을 진행하고 있지는 않다.

## 같이 보기
- 웰랜드
- 나이아가라 폭포
- 세인트캐서린스